# Clypeopycnis aeruginascens
Clypeopycnis aeruginascens är en svampart som beskrevs av Petr. 1925. Clypeopycnis aeruginascens ingår i släktet Clypeopycnis, divisionen sporsäcksvampar och riket svampar.   Inga underarter finns listade i Catalogue of Life.